# Clematis paniculata
Espèce
Clematis paniculata est une espèce de plantes à fleurs de la famille des Renonculacées originaire de Nouvelle-Zélande.